# Drosophila kerteszina
Drosophila kerteszina är en tvåvingeart som beskrevs av Oswald Duda 1925. Drosophila kerteszina ingår i släktet Drosophila och familjen daggflugor.
Artens utbredningsområde är Costa Rica.